# 농기구

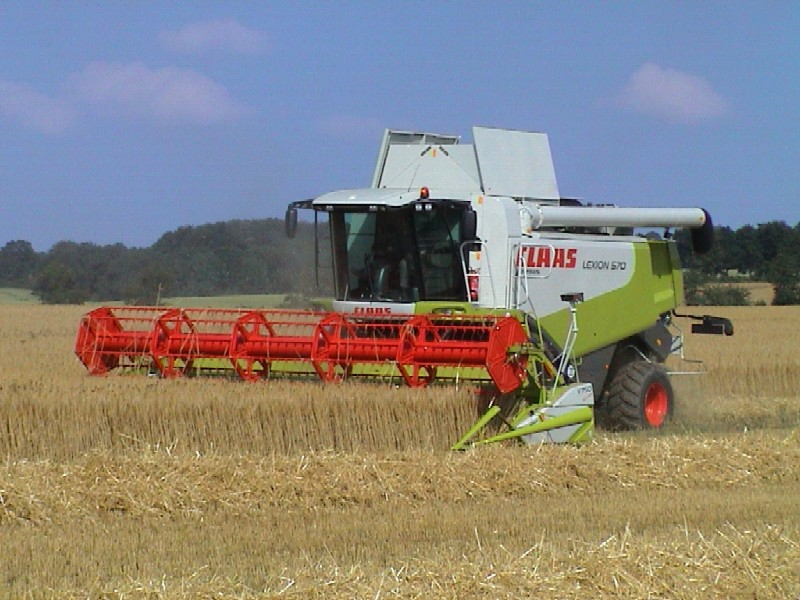
독일의 콤바인.

농기구(農器具)는 농사일에 쓰는 기구나 도구를 말한다. 가기(稼器)라고도 한다.
일반적으로 농기구라 하면 재래식 농사에서 쓰던 기구를 말한다. 괭이·곡괭이·삽·쇠스랑·써레·가래·도리깨·풍구·고무래·벼훑이·물방아.낫·호미·매통·용두레·따비·넉가래·갈퀴·쟁기·키·메·맷돌·절구·지게 등이 있다.농업의 진화에 따라 농기구도 기계화되어 재래식 농기구가 점차 사라지면서 농업기계로 대체되고 있다.

## 같이 보기
- 정원용 기구